# داستان آب
داستان آب (فرانسوی: Une histoire d'eau‎) یک فیلم کوتاه به زبان فرانسوی به کارگردانی ژان-لوک گدار و فرانسوا تروفو است که در سال ۱۹۶۱ منتشر شده‌است.